# František Dům
František Dům (24. ledna 1936 – 31. července 2013) byl československý hokejový obránce. Po skončení aktivní kariéry působil jako trenér. Za Litvínov nastoupil v lize i jeho syn Martin Dům.

## Hokejová kariéra
S hokejem začínal v Chomutově. Na vojně působil v Martině. V československé lize hrál za CHZ Litvínov. Odehrál 9 ligových sezón, nastoupil ve 226 ligových utkáních a dal 27 ligových gólů. V italské lize hrál za HC Bolzano. V nižších soutěžích hrál i za DSO Dynamo Karlovy Vary a TJ Slovan Louny.

## Klubové statistiky
| Sezona    | Klub                    | Soutěž  | Základní část | Základní část | Základní část | Základní část | Základní část |
| Sezona    | Klub                    | Soutěž  | Z             | G             | A             | B             | TM            |
| --------- | ----------------------- | ------- | ------------- | ------------- | ------------- | ------------- | ------------- |
| 1957/1958 | DSO Dynamo Karlovy Vary | 2. liga | -             | -             | -             | -             | -             |
| 1958/1959 | DSO Dynamo Karlovy Vary | 2. liga | -             | -             | -             | -             | -             |
| 1959/1960 | Jiskra SZ Litvínov      | 1. liga | 22            | 3             | 1             | 4             | -             |
| 1960/1961 | Jiskra SZ Litvínov      | 1. liga | 29            | 3             | 1             | 4             | -             |
| 1961/1962 | Jiskra SZ Litvínov      | 1. liga | 29            | 3             | 1             | 4             | -             |
| 1962/1963 | CHZ Litvínov            | 1. liga | 32            | 6             | -             | -             | -             |
| 1963/1964 | CHZ Litvínov            | 1. liga | 29            | 4             | -             | -             | -             |
| 1964/1965 | CHZ Litvínov            | 1. liga | 25            | 3             | -             | -             | -             |
| 1965/1966 | CHZ Litvínov            | 1. liga | 30            | 4             | 2             | 6             | -             |
| 1966/1967 | CHZ Litvínov            | 1. liga | 18            | 1             | -             | -             | -             |
| 1967/1968 | CHZ Litvínov            | 1. liga | 12            | 0             | 1             | 1             | -             |
| 1968/1969 | HC Bolzano              | 2. liga | -             | -             | -             | -             | -             |
| 1969/1970 | CHZ Litvínov „B“        | 2. liga | -             | -             | -             | -             | -             |
| 1970/1971 | TJ Slovan Louny         | 2. liga | -             | -             | -             | -             | -             |

## Trenérská kariéra
- CHZ Litvínov 1980-1982
- EV Zug 1982-1985
- CHZ Litvínov 1985-1987
- EHC Fletschhorn Saas-Grund 1992-1993
- EHC Fletschhorn Saas-Grund 2000-2002